# 赫伯特·卡莱尔
赫伯特·卡莱尔 （英語：Herbert J. Carlisle，1957年—），退役美国空军上将，绰号“鹰”（Hawk），曾任空战司令部司令，2014年10月上任。之前人任太平洋空军司令，兼美国太平洋司令部空军司令，兼任太平洋空军作战参谋部主任。
卡莱尔1978年毕业于美国空军学院，成为空军的王牌飞行员，曾加入机密的米格飞行队“红鹰中队”第4477测试评估中队。卡莱尔有着丰富的军事主官经历，指挥过战斗机中队、作战大队、两个联队和编号航空队。卡莱尔也有联合岗位任职经历，曾在美国中央司令部前线负责空军作战事物，服役于沙特阿拉伯利雅得。卡莱尔也拥有丰富的作战经历，在中央司令部服役时参加了索马里重拾希望行动，任第54战斗机中队中队长时，率部参加了土耳其提供舒适行动，任第33战斗机联队联队长时率部参加了贵族雄鹰行动。卡莱尔同样拥有丰富的参谋工作经历，曾在空军规划局任过两次处长，在空军部长办公室立法联络局担任过副局长和局长，在分管作战计划需求的副参谋长旗下担任过计划政策战略总监，转任第13航空队司令后1年多，升任为分管作战计划需求的副参谋长。

## 教育经历
- 1978年，科罗拉多州，科泉市，美国空军学院，获数学理学学士学位
- 1982年，阿拉巴马州，马克斯韦尔空军基地，空军中队指挥官学院
- 1984年，内华达州，内利斯空军基地，F-15战斗机武器教官课程
- 1988年，加利福尼亚州，旧金山，金门大学，获工商管理硕士学位
- 1991年，阿拉巴马州，马克斯韦尔空军基地，空军指挥参谋学院
- 1993年，弗吉尼亚州，诺福克，美軍参谋学院（現聯合部隊參謀學院）
- 1997年，宾夕法尼亚州，卡莱尔兵营，美国陆军战争学院
- 2002年，纽约州，雪城大学，国家安全管理课程
- 2005年，麻省理工学院，第21期国际关系高级研讨会
- 2007年，华盛顿特区，乔治·华盛顿大学，国家和国际安全行政课程

## 履历表
1. 1978年5月－1979年11月生，亚利桑那州，威廉斯空军基地，大学本科飞行员培训，学员
2. 1979年11月－1984年1月，西德，碧特博格空军基地，第525战术战斗机中队，飞行教官和飞行考官
3. 1984年1月－1986年1月，新墨西哥州，霍洛曼空军基地，第9战术战斗机中队，武器和战术主管
4. 1986年1月－1988年4月，内华达州，内利斯空军基地，第4477测试评估中队，武器和战术主管、小队长
5. 1988年4月－1990年7月，该基地，战术战斗机武器中心，F-15多级改进项目，主任
6. 1990年7月－1991年6月，阿拉巴马州，马克斯韦尔空军基地，空军指挥参谋学院，学員
7. 1991年6月－1993年7月，沙特阿拉伯，利雅得，美国中央司令部，联合作战处，空军前线作战科，科长
8. 1993年7月－1995年6月，阿拉斯加，埃尔门多夫空军基地，第19战斗机中队，作战官
9. 1995年6月－1996年7月，同基地，第54战斗机中队中队长
10. 1996年7月－1997年6月，宾夕法尼亚州，卡莱尔兵营，陆军战争学院，学生
11. 1997年6月－1998年6月，日本，嘉手纳空军基地，第18联队，作战大队，副大队长
12. 1998年6月－2000年3月，弗吉尼亚州，兰利空军基地，第1联队，作战大队，大队长
13. 2000年3月－2001年2月，华盛顿特区，美国空军总部，规划局，作战部队处，处长
14. 2001年3月－2003年2月，佛罗里达州，埃格林空军基地，第33战斗机联队，联队长
15. 2003年3月－2004年8月，华盛顿特区，美国空军总部，规划局，项目整合处，处长
16. 2004年9月－2005年4月，空军部长室，立法联络局，副局长
17. 2005年5月－2007年6月，阿拉斯加，埃尔门多夫空军基地，第3联队，联队长
18. 2007年6月－2007年11月，华盛顿特区，美国空军总部，空军作战计划需求副参谋长室，作战计划政策战略总监
19. 2007年11月－2009年8月，空军部长室，立法联络局，局长
20. 2009年9月－2010年12月，夏威夷，希卡姆空军基地，第13航空队，司令
21. 2011年1月－2012年7月，华盛顿特区，美国空军总部，空军作战计划需求副参谋长
22. 2012年8月-2014年10月，夏威夷，珍珠港希卡姆联合基地，太平洋空军，司令；美国太平洋司令部，空军司令；太平洋空军作战参谋部，主任
23. 2014年10月至今，弗吉尼亚州，兰利空军基地，空战司令部，司令

## 联合职位
1991年6月－1993年7月，沙特阿拉伯，利雅得，美国中央司令部，联合作战处，空军前线作战科，科长

## 飞行信息
等级：特级飞行员

飞行小时：超过3,600

飞行机型：AT-38, YF-110, YF-113, T-38, F-15A/B/C/D, 和 C-17A

## 功奖
|  | 空军特级飞行员徽章 |
|  | 空军总部徽章       |

| | 空军杰出服役勋章         |
| Bronze oak leaf cluster · Bronze oak leaf cluster · Bronze oak leaf cluster · Width-44 crimson ribbon with a pair of width-2 white stripes on the edges | 功绩勋章 4次             |
| | 国防部军功奖章           |
| Bronze oak leaf cluster · Bronze oak leaf cluster · Bronze oak leaf cluster · Width-44 crimson ribbon with two width-8 white stripes at distance 4 from the edges. | 军功奖章 4次             |
| Bronze oak leaf cluster | 空军嘉奖 2次             |
| Bronze oak leaf cluster | 联合功绩集体奖 2次       |
| Bronze oak leaf cluster · Bronze oak leaf cluster | 空军优秀集体奖 3次       |
| Bronze oak leaf cluster | 战备奖章 2次             |
| Bronze star · Width=44 scarlet ribbon with a central width-4 golden yellow stripe, flanked by pairs of width-1 scarlet, white, Old Glory blue, and white stripes | 国防服役奖章 2次         |
| | 南极服役奖章             |
| Bronze star · Width-44 ribbon with the following stripes, arranged symmetrically from the edges to the center: width-2 black, width-4 chamois, width-2 Old Glory blue, width-2 white, width-2 Old Glory red, width-6 chamouis, width-3 myrtle green up to a central width-2 black stripe | 西南亚服役奖章 2次       |
| | 反恐战争服役奖章         |
| | 空军短期海外服役勋表     |
| Bronze oak leaf cluster · Bronze oak leaf cluster · Bronze oak leaf cluster | 空军长期海外服役勋表 4次 |
| Silver oak leaf cluster · Bronze oak leaf cluster · Bronze oak leaf cluster · Bronze oak leaf cluster | 空军长期服役勋表 9次     |
| | 轻武器特等射手勋表       |
| | 空军训练勋表             |
| | 科威特自由奖章(科威特)   |

### 外国勋章奖章
- 旭日大绶章（日本，2015年3月17日公布[2]）

## 晋衔表
| 标志 | 军衔 | 日期           |
| ---- | ---- | -------------- |
|      | 上将 | 2012年8月2日   |
|      | 中将 | 2009年9月2日   |
|      | 少将 | 2007年12月10日 |
|      | 准将 | 2005年8月1日   |
|      | 上校 | 1998年9月1日   |
|      | 中校 | 1993年6月1日   |
|      | 少校 | 1989年3月1日   |
|      | 上尉 | 1982年5月31日  |
|      | 中尉 | 1980年5月31日  |
|      | 少尉 | 1978年5月31日  |